# اقتصاد ليتوانيا
ليتوانيا عضو في الاتحاد الأوروبي وأكبر اقتصاد بين دول البلطيق الثلاثة، ويُعد نصيب الفرد من الناتج المحلي الإجمالي الأعلى بين دول البلطيق. تنتمي ليتوانيا إلى مجموعة من البلدان ذات التنمية البشرية العالية للغاية وهي أيضًا عضو في منظمة التجارة العالمية ومنظمة التعاون الاقتصادي والتنمية.
كانت ليتوانيا أول دولة تعلن استقلالها عن الاتحاد السوفيتي في عام 1960، وانتقلت بسرعة من الاقتصاد المخطط مركزيًا إلى اقتصاد السوق، مع تنفيذ العديد من الإصلاحات الليبرالية. تمتعت بمعدلات نمو عالية بعد انضمامها للاتحاد الأوروبي إلى جانب دول البلطيق الأخرى، والذي أدى بدوره لمفهوم نمر البلطيق. نما الاقتصاد الليتواني الناتج المحلي الإجمالي أكثر من 500 في المئة منذ استعادة الاستقلال في عام 1990.
بلغ نمو الناتج المحلي الإجمالي ذروته في عام 2008، واقترب من نفس المستويات مجددًا في عام 2018. عانى الاقتصاد الليتواني من ركود عميق في عام 2009، على غرار دول البلطيق الأخرى، إذ انخفض الناتج الإجمالي المحلي بنسبة 15 بالمئة. بدأ الاقتصاد الليتواني في الربع الثالث من عام 2009 بإظهار علامات الانتعاش بالفعل بعد ركود حاد، وعاد للنمو مجددًا في عام 2010 بحصيلة إيجابية بلغت 1.3 ونمو بنسبة 6.6 في المئة خلال النصف الأول من عام 2011 ويعد الاقتصاد الليتواني واحدًا من أسرع الاقتصادات نموًا في الاتحاد الأوروبي. في عام 2010، استؤنف نمو الناتج المحلي الإجمالي وإن كان بوتيرة أبطأ مما كان عليه قبل الأزمة. ويعزى نجاح ترويض الأزمة إلى سياسة التقشف التي اتبعتها الحكومة الليتوانية.
لليتوانيا وضع مالي سليم، إذ أسفرت ميزانية عام 2014 عن فائض بنسبة 0.5 بالمئة، في حين استقر إجمالي الدين بنحو 40 بالمئة من الناتج المحلي الإجمالي. ظلت الميزانية في حالة إيجابية في عام 2017 وكما هو متوقع أن يحصل في عام 2018.
احتلت ليتوانيا المرتبة 11 في العالم في مؤشر سهولة ممارسة الأعمال الذي أعدته مجموعة البنك الدولي والمرتبة 19 من أصل 178 دولة في مؤشر الحرية الاقتصادية، والذي يتم قياسه عبر مؤسسة التراث. وسطيًا، أكثر من 95% من إجمالي الاستثمار الأجنبي المباشر في ليتوانيا يأتي من دول الاتحاد الأوروبي. تعد السويد تاريخيًا أكبر مستثمر بنسبة 20%-30% من إجمالي الاستثمار الأجنبي المباشر في ليتوانيا. في عام 2017، ارتفع الاستثمار الأجنبي المباشر في ليتوانيا حيث وصل إلى أعلى رقم مسجل على الإطلاق لمشاريع الاستثمار في مجالات جديدة، أيضًا في عام 2017، احتلت ليتوانيا البلد الثالث بعد كلًا من أيرلندا وسنغافورة من حيث متوسط القيمة الوظيفية للمشاريع الاستثمارية.
تحتل ليتوانيا مرتبة معتدلة في مؤشر الابتكار الدولي،والمرتبة 15 بين دول الاتحاد الأوروبي وفق المفوضية الأوروبية. والمرتبة 34 في مؤشر الابتكار العالمي عام 2023 وتراجعت إلى المركز 35 في مؤشر عام 2024.

استنادًا إلى بيانات منظمة التعاون الاقتصادي والتنمية، فإن ليتوانيا تندرج ضمن قائمة أفضل خمس دول في العالم من حيث التحصيل العلمي الجامعي. وجود القوى العاملة المتعلمة أدى إلى جذب استثمارات خارجية خصوصًا في مجال تكنولوجيا المعلومات والاتصالات خلال السنوات الماضية. بدورها قامت الحكومة الليتوانية وبنك ليتوانيا بتسهيل الإجراءات المتبعة للحصول على تراخيص أنشطة النقود الإلكترونية ومؤسسات الدفع. مُصنفةً البلاد كواحدة من أكثر الدول جاذبية لمبادرات التكنولوجيا المالية في الاتحاد الأوروبي.

## مناخ الأعمال
بلغ الاستثمار الأجنبي المباشر التراكمي (FDI) في عام 2017، 14.7 مليار يورو، أو 35% من الناتج المحلي الإجمالي، أي 5215 يورو للفرد الواحد. كان أكبر تدفق للاستثمار الأجنبي المباشر في ليتوانيا هو التصنيع (73.7 مليون يورو)، والزراعة، والحراجة، وصيد الأسماك (27.4 مليون يورو)، والمعلومات والاتصالات (10 مليون يورو). ظلّت السويد وهولندا وألمانيا أكبر المستثمرين.
تسعى ليتوانيا إلى أن تصبح مركزًا للابتكار بحلول عام 2020. ولتحقيق هذا الهدف، فإنها تبذل جهودها لجذب الاستثمار الأجنبي المباشر إلى القطاعات ذات القيمة المضافة، وخاصة خدمات تكنولوجيا المعلومات، وتطوير البرمجيات، والاستشارات، والتمويل، والخدمات اللوجستية. أسست شركات دولية معروفة مثل مايكروسوفت، آي بي إم، ترانسكوم، باركلايز، سيمنز، سيب، تيليا سونيرا، باروك، ويكس.كوم، فيليب موريس، ثيرمو فيشر سينتيفيك تواجدها في ليتوانيا.
توفر المناطق الاقتصادية الحرة في ليتوانيا بنية تحتية متطورة، ودعم الخدمات، والحوافز الضريبية. تعفى الشركة التي تؤسس في منطقة اقتصادية حرة من الضرائب المفروضة على الشركات خلال أعوامها الست الأولى، كما تعفى من ضريبة الأرباح الموزعة وضريبة العقارات. تعمل 7 مناطق اقتصادية حرة في ليتوانيا -منطقة ماريامبوله الاقتصادية الحرة، منطقة كاوناس الاقتصادية الحرة، منطقة كلايبيدا الاقتصادية الحرة، منطقة بانيفيزيس الاقتصادية الحرة، منطقة أكمين الاقتصادية الحرة، منطقة شياولياي الاقتصادية الحرة، منطقة الاقتصادية الحرة كيداينياي. هناك تسعة مواقع صناعية في ليتوانيا، يمكن أن توفر مزايا إضافية من خلال وجود بنية تحتية مطورة بشكل جيد، مُقدّمةً خدمات استشارية وحوافز ضريبية. تُصنّف ليتوانيا في المرتبة الثالثة بين الاقتصادات المتقدمة من حيث الكمية (16) من بين المناطق الاقتصادية الخاصة -بعد الولايات المتحدة الأمريكية (256) وبولندا (21).
تقدم البلديات الليتوانية حوافز خاصة للمستثمرين الذين يخلقون وظائف أو يستثمرون في البنية التحتية. قد تربط البلديات معايير التخصيص بعوامل إضافية، مثل عدد الوظائف المُنشأة أو المنافع البيئية. يمكن أن تشمل مزايا المستثمرين الاستراتيجية حوافز ضريبية مواتية لمدة تصل إلى عشر سنوات. قد تمنح البلديات حوافز خاصة للحث على الاستثمار في البنية التحتية البلدية والتصنيع والخدمات.
أكّد حوالي 40% من المستثمرين الذين شملهم الاستطلاع أنهم يقومون بإجراء البحث والتطوير التجريبي (آر أند دي) أو يخططون للقيام به في فروعهم الليتوانية. في عام 2018، صُنفت ليتوانيا كثاني أكثر المواقع جاذبية للمصنعين في مؤشر مخاطر التصنيع لعام 2018. في عام 2019، احتلت ليتوانيا المرتبة 16 في قائمة أفضل 20 دولة كمقصد للاستثمار الأجنبي المباشر الأوروبي، التي أنشأتها شركة إرنست أند يونغ.

## القوى العاملة

عدد السكان ذوو التعليم المرتفع من 2001 إلى 2008

بلغ عدد السكان الذين تتراوح أعمارهم بين 15 عامًا فما فوق 1.45 مليون، وبلغ معدل النشاط 60% في عام 2017.
ارتفع متوسط الراتب أكثر من أربع مرات في ليتوانيا، خلال الفترة من عام 1995 إلى عام 2007. بالرغم من ذلك، فإن تكاليف العمالة في ليتوانيا هي من بين أقل التكاليف في الاتحاد الأوروبي. كان متوسط الراتب الشهري الصافي في الربع الرابع 2018، 800 يورو وزاد بنسبة 9.5%. كانت البطالة في ليتوانيا متقلبة. منذ عام 2001، انخفض معدل البطالة من حوالي 20% إلى أقل من 4% في عام 2007 وذلك لسببين رئيسيين. أولًا، خلال فترة التوسع الاقتصادي السريع، أنشئت العديد من أماكن العمل. تسبب هذا بانخفاض في معدل البطالة وارتفاع في نفقات الموظفين. ثانيًا، قللت الهجرة من مشاكل البطالة منذ انضمامها إلى الاتحاد الأوروبي. ومع ذلك، فقد خفّضت الأزمة الاقتصادية في عام 2008 من الحاجة إلى العمال، وبالتالي ارتفع معدل البطالة إلى 13.8% ثم استقر في الربع الثالث من عام 2009. كان معدل البطالة في الربع الأول من عام 2018، 6.3%.
بناءً على بيانات منظمة التعاون الاقتصادي والتنمية، تعد ليتوانيا من بين أفضل خمس دول في العالم من حيث التحصيل العلمي بعد الثانوي (التعليم العالي). اعتبارًا من عام 2016، كان 54.9% من السكان الذين تتراوح أعمارهم بين 25 و34 عامًا، و30.7% من السكان الذين تتراوح أعمارهم بين 55 و64 عامًا قد أكملوا التعليم العالي. كانت حصة مكملي التعليم العالي الذين تتراوح أعمارهم بين 25 و64 عامًا في (مجالات العلوم والتكنولوجيا والهندسة والرياضيات) في ليتوانيا أعلى من المتوسط حسب منظمة التعاون الاقتصادي والتنمية (29% و26% على التوالي)، على غرار قطّاعي الأعمال والإدارة والقانون (25% و23% على التوالي).
مستوى إنتاجية العمل في ليتوانيا اليوم أقل بنحو الثلث من المتوسط حسب منظمة التعاون الاقتصادي والتنمية. تحتل ليتوانيا المرتبة 15 في مؤشر مرونة التوظيف.

## توزيع الدخل والثروة
تنتمي ليتوانيا إلى مجموعة الثروة الوسيطة وفقًا لتقرير كريدي سويس للثروة العالمية لعام 2017. اعتبارًا من عام 2017، كان متوسط الثروة للفرد البالغ في ليتوانيا 27,507 دولارًا. يُعد الدين الأسري من بين أدنى المعدلات بين دول الاتحاد الأوروبي -49% من صافي الدخل المتاح للتصرف في 2015.

## قطاعات الاقتصاد

### الخدمات
واحدة من أهم القطاعات الفرعية هي تكنولوجيا المعلومات والاتصالات (ICT). يعمل حوالي 37,000 موظف في أكثر من 2000 شركة لتكنولوجيا المعلومات والاتصالات. تلقت تكنولوجيا المعلومات والاتصالات 9.5% من إجمالي الاستثمار الأجنبي المباشر. تستضيف ليتوانيا 13 من أكبر 20 شركة لتكنولوجيا المعلومات في دول البلطيق. صدّرت ليتوانيا خدمات تكنولوجيا المعلومات والاتصالات بقيمة 128 مليون يورو في الربع الثاني من عام 2018.
يعد تطوير الخدمات المشتركة والتعهيد في العمليات التجارية هي بعض من المجالات الواعدة. تشمل الشركات التي قامت بتعهيد عملياتها التجارية إلى ليتوانيا، باركليز، بنك دانسكي، سيتكو جروب، ويسترن يونيون، أوبر، ميرور، برايس ووترهاوس كوبرز، أنثيل، أدفورم، بوكينغ هولدينجز (Kayak.com، Booking.com)، هوم توغو، فيسما، يونيتي، يارا الدولية، ناسداك نورديك، بنتلي سيستمز، إرنست أند يونغ وغيرها الكثير.

#### الخدمات المالية
يركز القطاع المالي في الغالب على السوق المحلية. هناك تسعة بنوك تجارية حاصلة على ترخيص من بنك ليتوانيا وثمانية فروع للبنوك الأجنبية. معظم البنوك تنتمي إلى شركات دولية، في الغالب الاسكندنافية منها. أظهر القطاع المالي نموًا هائلًا في فترة ما قبل الأزمة (1998-2008). كانت قيمة الأصول المصرفية 3.2 مليار يورو فقط أو 25.5% من الناتج المحلي الإجمالي في عام 2000، نصف ما هو مكون من محفظة قروض.
بحلول بداية عام 2009، نمت الأصول المصرفية إلى 26.0 مليار يورو أو 80.8% من الناتج المحلي الإجمالي، وصلت قيمة محفظة القروض إلى 20.7 مليار يورو. كانت نسبة القروض إلى الناتج المحلي الإجمالي 64%. نمو الودائع لم يكن بنفس سرعة نمو القروض. في نهاية عام 2008، كانت محفظة القروض أكبر مرتين من محفظة الودائع. مما شرح الاعتماد الكبير على التمويل الخارجي. سُجل انكماش في محفظة القروض خلال العام الماضي، وبالتالي فإن نسبة القروض إلى الودائع تعود ببطء إلى مستويات جيدة.

#### التكنولوجيا المالية
سعت البلاد على نحو متزايد لتنصيب نفسها المركز الرئيسي للتكنولوجيا المالية في الاتحاد الأوروبي، على أمل اجتذاب الشركات الدولية من خلال الوعد بتوفير تراخيص تشغيلية أوروبية في غضون ثلاثة أشهر، مقارنة بفترة انتظار تصل إلى عام في بلدان مثل ألمانيا أو المملكة المتحدة. في عام 2017 فقط، جاءت 35 شركة من شركات التكنولوجيا المالية إلى ليتوانيا -نتيجة الإجراءات المبسطة التي اتخذتها الحكومة الليتوانية وبنك ليتوانيا للحصول على تراخيص لممارسة أنشطة مؤسسات المال والدفع الإلكتروني. أُطلق أول مركز بلوك تشاين دولي في أوروبا في فيلنيوس عام 2018. تهدف حكومة ليتوانيا أيضًا إلى جذب مؤسسات مالية تبحث عن موقع جديد بعد انسحاب المملكة المتحدة من الاتحاد الأوروبي. منحت ليتوانيا ما مجموعه 39 رخصة للمال الإلكتروني، بكونها الثانية في الاتحاد الأوروبي فقط بعد المملكة المتحدة برصيد 128 رخصة. في عام 2018 أنشأت غوغل شركة للدفع في ليتوانيا، احتلت فيلنيوس المرتبة السابعة في قائمة مدن التكنولوجيا المالية من حيث أداء الاستثمار الأجنبي المباشر (FDI) في عام 2019.
أنشأ بنك ليتوانيا المركزي مساحةً رقابيةً لاختبار الابتكارات المالية في بيئة حية تحت توجيهات بنك ليتوانيا وإشرافه. طور بنك ليتوانيا أيضًا إل بي تشاين وهو أول مساحة رقابية قائمة على أساس الـ بلوك تشاين في العالم مُطوّرة من قبل مُنظِّم للسوق المالية، يجمع بين البنى التحتية التكنولوجية والتنظيمية.
أعلنت شركة موديز عن افتتاح مكتبها في فيلنيوس.

### السياحة
أصبحت السياحة في ليتوانيا ذات أهمية متزايدة بالنسبة للاقتصاد المحلي، مُشكّلةً نحو 5.3% من الناتج المحلي الإجمالي في عام 2016. يوجد في ليتوانيا 22000 نهر وحوض، و3000 بحيرة، وشبكة سياحية ريفية متطورة بشكل جيد، ومنطقة ساحلية فريدة من نوعها بمساحة نحو 100 كم وأربعة مواقع للتراث العالمي التابعة لليونسكو. تستقبل ليتوانيا أكثر من 1.4 مليون سائح أجنبي سنويًا. توفر كل من ألمانيا وبولندا وروسيا ولاتفيا وروسيا البيضاء معظم السياح، ويصل عدد كبير من المملكة المتحدة وفنلندا وإيطاليا أيضًا.